# Jean-Sébastien Jaurès
Pour les articles homonymes, voir Jaurès.
Jean-Sébastien Jaurès est un footballeur français originaire de La Réunion, né le 30 septembre 1977 à Tours (France). Il évoluait au poste d'arrière gauche ou plus rarement, de défenseur central. Il est depuis la saison 2021-2022 entraîneur de l'équipe U17 de l'AJ Auxerre.

## Biographie

### Joueur
Après avoir découvert le football à un âge précoce au sein de du club de l'AS Fontaine en Indre-et-Loire, Jean-Sébastien Jaurès poursuit son apprentissage au Tours Football Club où il fait de réels progrès. 
À 14 ans il rejoint l'AJ Auxerre, puis franchit une à une toutes les étapes du centre de formation et intègre le groupe pro en 1996.
Jaurès dispute 235 matchs de Ligue 1 avec l'AJ Auxerre (4 buts), et 41 matchs de Coupe d'Europe (Ligue des champions et Coupe UEFA confondues).
Le 3 juin 2008, il quitte son club formateur et signe un contrat de 3 saisons avec le Borussia Mönchengladbach, fraîchement promu en Bundesliga. Il quitte l'Allemagne et arrête sa carrière en 2011 à la suite d'une blessure.

## Encadrement technique
Jean-Sébastien Jaurès décide de s'installer à la Réunion en 2012 pour passer le diplôme d'éducateur. En 2013-2014, il devient l'adjoint de l'entraîneur de l'équipe première de Saint-Pauloise FC et lors de la saison 2014-2015, il est l'entraîneur de l'équipe première de cette même équipe.
En juin 2018, il retourne à l'AJ Auxerre et devient entraîneur des U15.
Pour la saison 2021-2022, il entraine les U17 de l'AJ Auxerre. En avril 2022, après deux ans de formation au CNF Clairefontaine, il est diplômé du brevet d'entraîneur formateur de football (BEFF).

## Carrière
- jusqu'en 1991 :  Tours FC
- 1991-2008 :  AJ Auxerre
- 2008-2011 :  Borussia Mönchengladbach

## Palmarès

### En club
- AJ Auxerre
  - Vainqueur de la Coupe de France : 2003 et 2005
  - Vainqueur de la Coupe Intertoto : 1997
  - Finaliste du Trophée des champions : 2003 et 2005

### En sélection
- France
  - Vainqueur du Champion d'Europe des moins de 19 ans : 1996